# João Rebelo (político)
João Rebelo Vieira, ou apenas João Rebelo, (Santarém, 22 de fevereiro de 1940) é um engenheiro agrônomo, empresário e político brasileiro que foi deputado federal pelo Maranhão.

## Dados biográficos
Filho de Donato Pereira Vieira e Maria dos Santos Vieira. Formado pela Universidade Federal Rural de Pernambuco como técnico em mecânica agrícola em 1959 e engenheiro agrônomo pela Universidade Federal de Pernambuco em 1963, detém os cursos de Administração de Empresas e Relações Públicas, Economia Agrícola, Planejamento Agrícola e Desenvolvimento Regional, dentre outros. Técnico da Superintendência do Desenvolvimento do Nordeste, prestou serviços para a Secretaria de Agricultura de Pernambuco em 1965 antes de regressar à SUDENE como chefe da divisão de Programas Sociais.
Após trabalhar na Usina Hidrelétrica de Boa Esperança, foi para o Maranhão onde trabalhou na Secretaria de Agricultura e foi diretor-presidente da Companhia de Pescas Oceânicas do estado no final do governo José Sarney e diretor do Departamento de Controle da Superintendência de Desenvolvimento do Maranhão no governo Pedro Neiva de Santana. Nomeado secretário de Planejamento pelo governador Osvaldo Nunes Freire em 1976, foi mantido no cargo por João Castelo até ser exonerado a tempo de se eleger deputado federal pelo PDS em 1982.
Como parlamentar votou pela Emenda Dante de Oliveira em 1984 e escolheu Paulo Maluf no Colégio Eleitoral em 1985, porém não disputou a reeleição no pleito seguinte. Ao invés disso preferiu uma assessoria na Federação das Indústrias do Estado do Maranhão e depois a superintendência estadual do Serviço Social da Indústria. Empresário da construção civil, foi assessor do prefeito Tadeu Palácio em São Luís e trabalhou com Edison Lobão quando este foi ministro de Minas e Energia.
Fundado o PR em 2006, foi presidente do diretório municipal na capital maranhense por três anos.